# Плямистий Хвіст

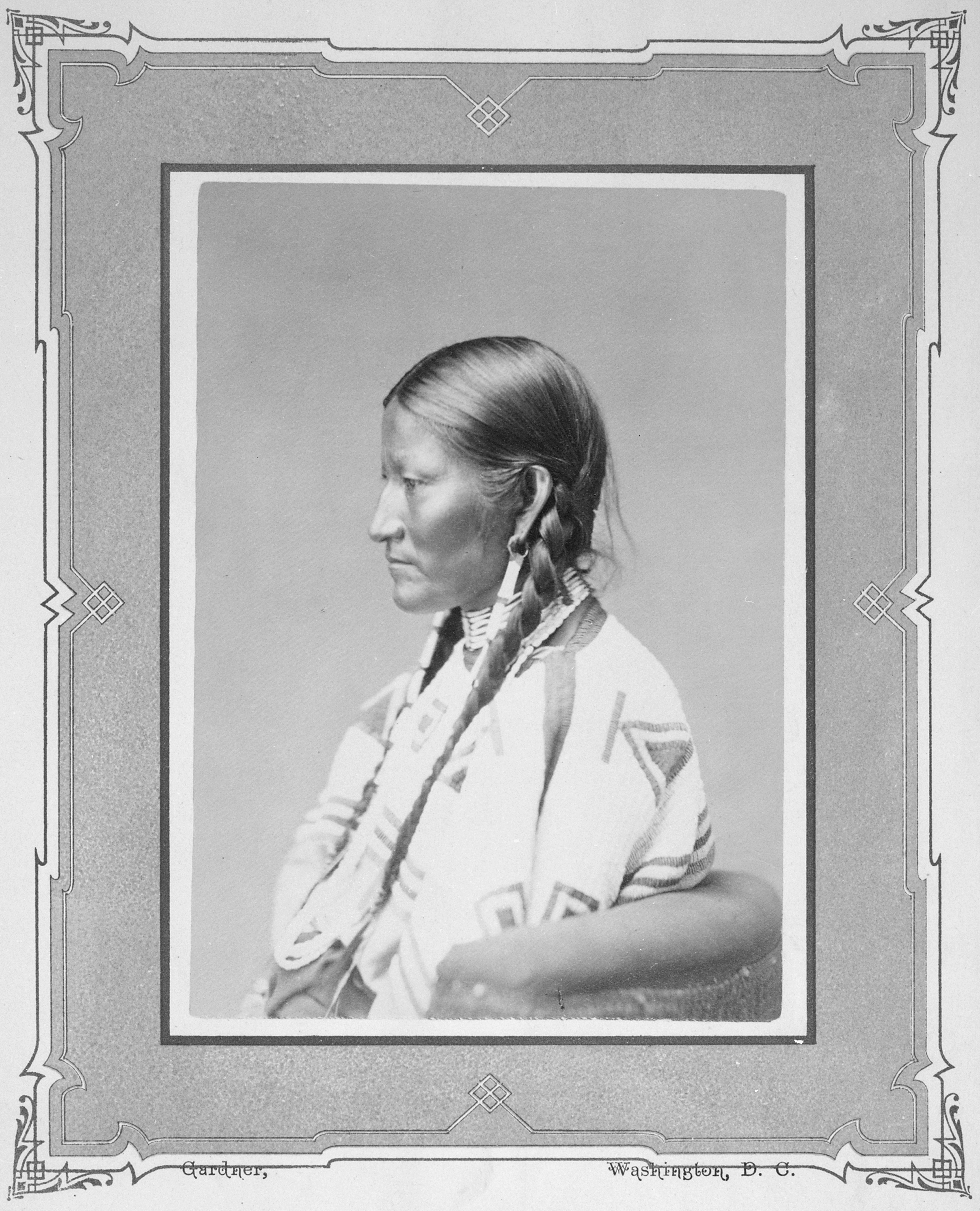
Дружина Плямистого Хвоста

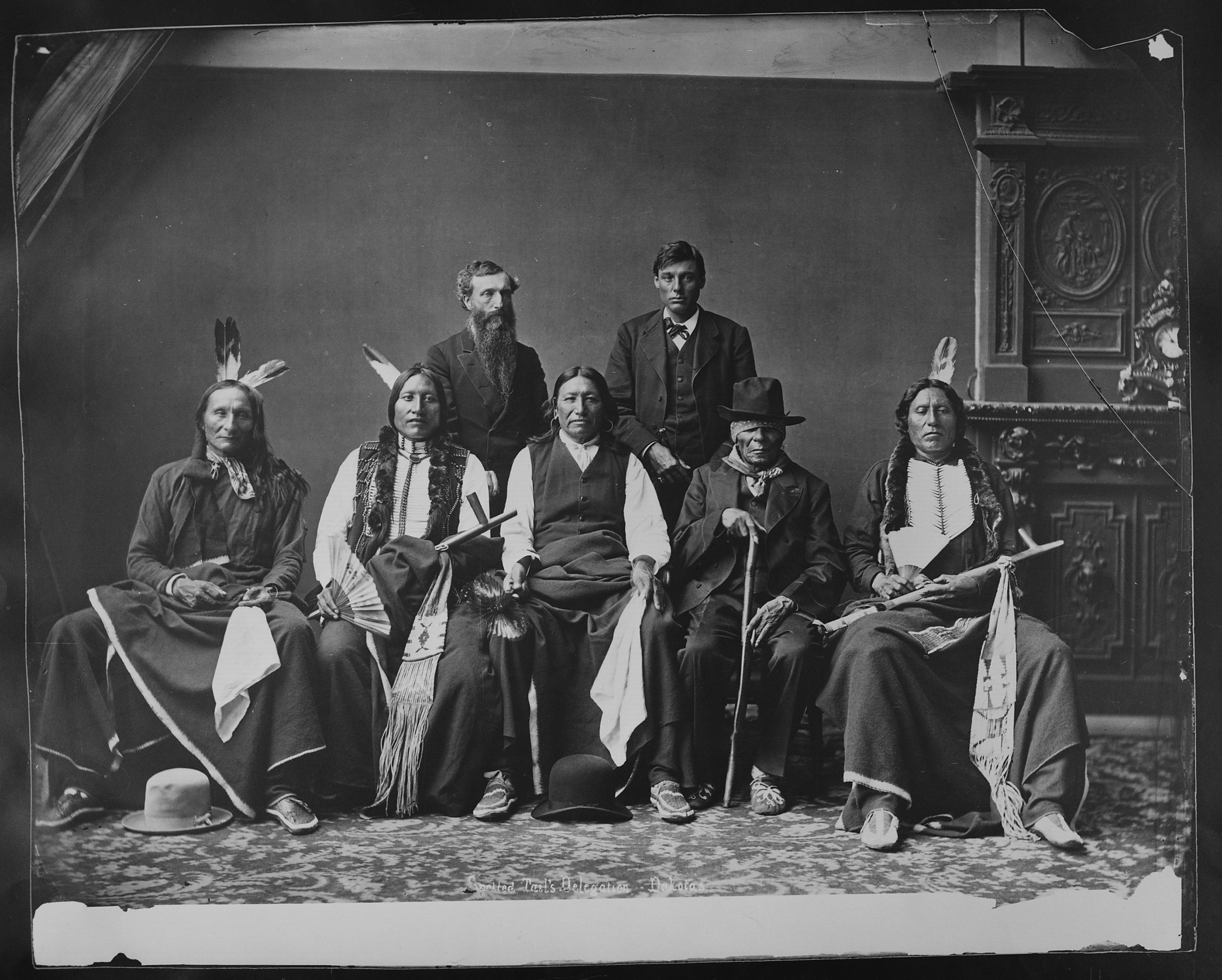
Делегація Плямистого Хвоста у Вашингтоні

Плямистий Хвіст (англ. Spotted Tail, лакота: Siŋté Glešká, вимовляється Сінте Глешкá; 1824-1881) — вождь індіанців лакота племені брюле, один з великих воїнів, брав участь в знищенні загону лейтенанта Джона Граттана.
Відмовився брати участь у війні Червоної Хмари, переконавшись у безглуздості війни з білими; згодом став державним діячем, відстоював права свого племені, був прихильником мирних переговорів. У своїх записках про одного з першопрохідців штату Вайомінг, відомих як щоденники Джона Хантона (англ. John Hunton's diaries) історик Фленнері (англ. LG (Pat) Flannery) зауважив, що Плямистий Хвіст володів надзвичайним інтелектом з міцним розумінням гідності та прав людини. Плямистий Хвіст як представник свого племені побував у Вашингтоні, жваво цікавився питаннями освіти для індіанців лакота.
Народився в селищі брюле поблизу Вайт-Рівер (англ. White River), на захід від річки Міссурі. Сорока роками раніше лакота або тетон-сіу перемістилися з Міннесоти і Південної Дакоти на захід від Міссурі і поступово розпалися на сім племен, найбільшими з них були брюле (лакота Sičháŋǧu, англ. Brulé) і оглала (лакота Oglála). Вони придбали коней і освоїли більш швидку тактику полювання на бізонів. Батько Плямистого Хвоста, Розпатлане Волосся (англ. Tangle Hair), був з племені сіхасапа, мати, яку звали Що Йде З Трубкою (англ. Walks-with-the-Pipe), була з брюле. Плямистий Хвіст при народженні отримав ім'я Стрибаючий Бізон (англ. Jumping Buffalo); своє друге ім'я отримав після того як один білий мисливець подарував йому хвіст єнота, який Стрибаючий Бізон іноді носив на голові. Сестри Плямистого Хвоста, Залізо Між Рогів і Вбиваюча Ворогів, були у шлюбі з Несамовитим Конем старшим. Ймовірно, Плямистий Хвіст також доводився дядьком знаменитому Шаленому Коневі і, відповідно, родичем іншому великому воїну Що Торкається Хмари.
В 1871 році Плямистий Хвіст побував у Вашингтоні і зустрівся з президентом Уліссом Грантом, а також з іншим вождем Червоною Хмарою, з яким він нарешті зумів знайти спільну мову після багаторічних розбіжностей з різних питань.
Плямистий Хвіст був убитий Воронячим Псом після закінчення війни за Чорні Пагорби. Згідно з однією з версій, він був убитий через жінку, за іншою — в результаті змови, метою якої було підірвати силу вождів. Похований на території резервації Роузбад в Південній Дакоті.